# Nikola Rosić
Nikola Rosić (in serbo Никола Росић?; Belgrado, 5 agosto 1984) è un pallavolista serbo.
Gioca nel ruolo di libero nel Clubul Sportiv Arcada Galați.

## Carriera
La carriera di Nikola Rosić, fratello maggiore della pallavolista Nina Rosić, inizia nella stagione 1999-00, quando appena quindicenne debutta nella Prima Divisione serbo-montenegrina con la maglia dell'Odbojkaški klub Partizan. Disputa cinque stagioni col club di Belgrado, al termine delle quali debutta nella nazionale serbo-montenegrina nel corso dell'estate del 2004. Nella stagione 2004-2005 passa all'Odbojkaški klub Budvanska rivijera Budva, dove disputa due stagioni.
Viene ingaggiato per la prima volta all'estero nell'annata 2006-07, dal club tedesco del Moerser Sportclub 1985, dove gioca per tre stagioni, ma senza vincere alcun titolo; tuttavia le sue prestazioni gli valgono la chiamata nella nuova nazionale serba, con la quale debutta nel 2007, riuscendo a ricavarsi nel corso del tempo sempre maggiore spazio. È due volte finalista in World League, nelle edizioni 2008 e 2009, disputando la prima nel ruolo di riserva e la seconda da titolare.
Nella stagione 2009-10 passa al Verein für Bewegungsspiele Friedrichshafen, dove resta quattro annate, vincendo due scudetti ed una Coppa di Germania. Titolare fisso in nazionale, nel 2010 si classifica al terzo posto in World League, mentre un anno dopo vince il campionato europeo. Nell'estate del 2012 partecipa ai Giochi della XXX Olimpiade di Londra, mentre nel 2013 vince la medaglia bronzo al campionato europeo.
Nella stagione 2013-14 passa alla Pallavolo Lugano, squadra della Lega Nazionale A svizzera con la quale si aggiudica lo scudetto. Nella stagione seguente gioca nella Divizia A1 rumena col Club Volei Municipal Tomis Constanța, aggiudicandosi lo scudetto; con la nazionale si aggiudica la medaglia d'argento alla World League 2015.
Nel campionato 2015-16 è nuovamente in Svizzera con la Pallavolo Lugano; alla World League 2016, con la nazionale, vince la medaglia d'oro. Nel campionato seguente ritorna in Romania, questa volta per difendere i colori del Clubul Sportiv Arcada Galați, sempre in Divizia A1; con la nazionale conquista la medaglia di bronzo al campionato europeo 2017.

## Palmarès

### Club
- Campionato tedesco: 2

2009-10, 2010-11
- Campionato svizzero: 1

2013-14
- Campionato rumeno: 1

2014-15
- Coppa di Germania: 1

2011-12

### Nazionale (competizioni minori)
- Memorial Hubert Wagner 2016